# Championnat des Fidji de football 2012
Navigation
Saison précédente Saison suivante
La saison 2012 du Championnat des Fidji de football est la trente-sixième édition du championnat de première division aux Fidji. Le championnat regroupe dix équipes du pays au sein d'une poule unique, où ils s'affrontent deux fois au cours de la saison, à domicile et à l'extérieur. À la fin de la compétition, le dernier du classement dispute un barrage de promotion-relégation face au champion de Premier Division, la deuxième division fidjienne. Cette saison, aucune équipe nationale de jeunes ne participe au championnat[Quand ?].
C'est le club de Ba FC, double tenant du titre, qui remporte à nouveau le championnat cette saison, après avoir terminé en tête du classement final, avec quatre points d'avance sur Suva FC et sept sur Nadi FC. C'est le dix-septième titre de champion des Fidji de l'histoire du club, le troisième consécutif.

## Les clubs participants
| - Ba FC - Lautoka FC - Navua FC - Rewa FC - Suva FC | - Labasa FC - Nadi FC - Nadroga FC - Tavua FC - Savusavu FC |

## Les 10 clubs participants
| Club        | Ville    | Stade                      | Capacité |
| ----------- | -------- | -------------------------- | -------- |
| Ba FC       | Ba       | Govind Park                | 13 500   |
| Labasa FC   | Labasa   | Subrail Park               | 10 000   |
| Lautoka FC  | Lautoka  | Churchill Park             | 18 000   |
| Nadi FC     | Nadi     | Prince Charles Park        | 8 000    |
| Navua FC    | Navua    | Thomson Park               | 1 000    |
| Nadroga FC  | Sigatoka | Lawaqa Park                | 11 500   |
| Rewa FC     | Nausori  | Vodafone Ratu Cakobau Park | 8 000    |
| Tavua FC    | Tavua    | Garvey Park                | 4 500    |
| Savusavu FC | Savusavu | Ganilau Park               | 1 120    |
| Suva FC     | Suva     | TFL National Stadium       | 10 000   |

## Compétition

### Classement
Le barème utilisé pour établir le classement est le suivant :
- Victoire : 3 points
- Match nul : 1 point
- Défaite : 0 point

| Rang | Équipe      | Pts | J  | G  | N | P  | Bp | Bc | Diff |
| ---- | ----------- | --- | -- | -- | - | -- | -- | -- | ---- |
| 1    | Ba FCT      | 45  | 18 | 14 | 3 | 1  | 45 | 10 | +35  |
| 2    | Suva FC     | 41  | 18 | 13 | 2 | 3  | 35 | 13 | +22  |
| 3    | Nadi FC     | 38  | 18 | 11 | 5 | 2  | 28 | 8  | +20  |
| 4    | Lautoka FC  | 33  | 18 | 10 | 3 | 5  | 38 | 17 | +21  |
| 5    | Rewa FC     | 23  | 18 | 6  | 5 | 7  | 25 | 19 | +6   |
| 6    | Nadroga FC  | 21  | 18 | 6  | 3 | 9  | 25 | 55 | -30  |
| 7    | Navua FC    | 16  | 18 | 3  | 7 | 8  | 16 | 21 | -5   |
| 8    | Labasa FC   | 15  | 18 | 4  | 3 | 11 | 19 | 35 | -16  |
| 9    | Tavua FC    | 11  | 18 | 3  | 2 | 13 | 10 | 34 | -24  |
| 10   | Savusavu FC | 9   | 18 | 2  | 3 | 13 | 11 | 40 | -29  |

|  | Qualification pour la Ligue des champions 2013-2014     |
|  | Participation au barrage de promotion-relégation        |
|  | T : Tenant du titre C : Vainqueur de la Coupe des Fidji |

### Matchs

#### Barrage de promotion-relégation
| Équipe 1               | Résultat | Équipe 2    | Aller | Retour |
| ---------------------- | -------- | ----------- | ----- | ------ |
| Tailevu Naitasiri (D2) | 1 - 2    | Savusavu FC | 1 - 1 | 0 - 1  |

## Bilan de la saison
| Championnat des Fidji de football 2012                   |                   |
| Champion                                                 | Ba FC (17e titre) |
| Coupes et trophées                                       |                   |
| Vainqueur de la Coupe des Fidji 2012                     | Suva FC           |
| Qualifications continentales                             |                   |
| Ligue des champions de l'OFC 2013-2014                   | Ba FC             |
| Promotions et relégations                                |                   |
| Promus en Fiji Sun/GP Batteries National Football League | Aucun             |
| Relégués en Premier Division                             | Aucun             |